# World Series of Poker 1993
Le World Series of Poker 1993 furono la ventiquattresima edizione della manifestazione. Si tennero dal 20 aprile al 14 maggio presso il casinò Binion's Horseshoe di Las Vegas.
Il vincitore del Main Event fu Jim Bechtel.

## Eventi preliminari
| Evento                                      | Vincitore        | Premio   | Ultimo giocatore eliminato |
| ------------------------------------------- | ---------------- | -------- | -------------------------- |
| $1.500 limit hold'em                        | Hugo Mieth       | $220.800 | Jack Keller                |
| $1.500 seven card stud                      | Robert Turner    | $103.800 | Dave Crunkleton            |
| $1.500 Limit Omaha                          | Jack Keller      | $61.800  | Howard Lederer             |
| $1.500 Seven Card Stud Split                | Gene Fisher      | $113.400 | Mike Krescanko             |
| $1.500 Seven Card Razz                      | Ted Forrest      | $77.400  | Charles Burris             |
| $1.500 Omaha 8 or better                    | Ted Forrest      | $120.000 | John Cernuto               |
| $1.500 No Limit Hold'em                     | Phil Hellmuth    | $161.400 | Chris Tsiprailidis         |
| $1.500 Pot Limit Omaha                      | Buddy Bonnecaze  | $83.400  | Roy Dudley                 |
| $1.500 Pot Limit Hold'em                    | John Bonetti     | $122.400 | Chau Giang                 |
| $2.500 Omaha 8 or better                    | Erik Seidel      | $94.000  | J. W. Smith                |
| $5.000 Deuce to Seven Draw                  | Billy Baxter     | $130.500 | Phil Hellmuth              |
| $1.500 Ace to Five Draw                     | Chau Giang       | $82.800  | Brian Nadell               |
| $2.500 Pot Limit Hold'em                    | Hamid Dastmalchi | $114.000 | Mickey Appleman            |
| $2.500 Seven Card Stud                      | Marty Sigel      | $113.000 | Lonnie Williams            |
| $1.500 Pot Limit Omaha                      | Humberto Brenes  | $73.600  | Jay Heimowitz              |
| $2.500 Limit Hold'em                        | Humberto Brenes  | $149.000 | Tom Cady                   |
| $5.000 Seven Card Stud                      | Ted Forrest      | $114.000 | John Heaney                |
| $2.500 No Limit Hold'em                     | Phil Hellmuth    | $173.000 | Noli Francisco             |
| $5.000 Limit Hold'em                        | Phil Hellmuth    | $138.000 | Don Williams               |
| $1.000 Seven Card Stud riservato alle donne | Phyllis Kessler  | $32.800  | Becki Vincent              |

## Main Event
I partecipanti al Main Event furono 220. Ciascuno di essi pagò un buy-in di 10.000 dollari.

### Tavolo finale
| Piazzamento | Nome             | Premio     |
| ----------- | ---------------- | ---------- |
| 1°          | Jim Bechtel      | $1.000.000 |
| 2°          | Glenn Cozen      | $420.000   |
| 3°          | John Bonetti     | $210.000   |
| 4°          | Mansour Matloubi | $120.000   |
| 5°          | Thomas Chung     | $72.000    |
| 6°          | Mike Cowley      | $36.000    |